# Robert Planel
Robert Planel (Montélimar, 2 januari 1908 – Parijs, 25 mei 1994) was een Frans componist, muziekpedagoog en violist.

## Levensloop
Planel was de zoon van de oprichter (1903) en directeur van de muziekschool te Montélimar Alphonse Planel (1869-1947), die zelf van 1902 tot 1947 dirigent van de Harmonie municipale "La Lyre" montilienne en ook componist was. Planel kreeg vioolles bij René Chédécal, toen 1e violist van het orkest van de opera te Parijs. Van 1922 tot 1933 studeerde hij aan het Conservatoire national supérieur de musique te Parijs bij onder andere Firmin Touche (1875-1957) (viool), Jean Gallon (1878-1959) (harmonieleer), Georges Caussade (1873-1936) (contrapunt) en bij Henri Büsser (1872-1973) en Paul Vidal (1863-1931) (compositie). Tijdens zijn studiejaren werkte hij als violist in vooraanstaande bioscopen van de Franse hoofdstad.
In 1933 won hij de prestigieuze Prix de Rome voor zijn cantate Idylle funambulesque. Als gevolg kon hij van 1934 tot 1936 in Rome aan de "Académie de France" in de Villa Medici studeren en werken.
Na de Tweede Wereldoorlog was hij Inspecteur generaal van de stad Parijs en heeft grote verdiensten voor de structurering van de muzikale opleidingsinstituten. In 1972 tot 1974 behoorde hij tot de medeoprichters van de stedelijke conservatoria van Parijs en van de regio Parijs.
Als componist schreef hij voor verschillende genres.

## Composities

### Werken voor orkest
- 1936 Divertissement chorégraphique, symfonisch gedicht voor orkest
- 1937 Caprice, concertino voor cello en piano met orkest
- 1938 L'Anniversaire de l’infante, voor orkest
- 1946 Trois pièces de ballet, voor orkest
  1. Les Petites danseuses sévillanes
  2. Menuet
  3. Saltarelle
- 1953-1954 Parade, voor orkest
- 1956 Ballet pour Nanou, voor orkest
- 1966 Concert, voor trompet en strijkorkest  (opgedragen aan Maurice André)
- Thème varié, voor orkest

### Werken voor harmonieorkest
- La roche du midi, ouverture
- Marguerite des Prés, fantasie
- Rochecourbière, ouverture
- Scènes villagoises, suite

### Missen en gewijde muziek
- 1932 Pâques romaines, voor gemengd koor
- 1936 Notre père qui êtes aux cieux, voor tenor en orgel - ter herinnering aan Rolland Gérardin
- 1937-1939 Psaume, voor gemengd koor en orkest
- 1993-1994 Psaume, in drie delen voor tenor solo, gemengd koor, orgel en orkest

### Cantates
- 1933 Idylle funambulesque, cantate voor tenor, bariton, sopraan en orkest - naar een gedicht van Paul Arosa
- 1986 La Cantate des Merveilles, cantate voor gemengd koor

### Muziektheater

#### Toneelmuziek
- 1958 Giboulin et Giboulette, conte musical - tekst: Jean Planel

### Werken voor koor
- 1932 Les Chasseresses, voor vrouwenkoor en piano - tekst: Jean Royère
- 1935 Menons le cortège funèbre, voor gemengd koor - tekst: A. Praviel
- 1935 Saluons la demeure, voor vrouwenkoor, piano en orkest - tekst: A. Prariel
- 1955-1956 Chanson de route, voor gemengd koor
- 1958 Nous n'irons plus au bois, voor gemengd koor
- Quattre Noëls, voor vier gelijke stemmen en harp (of piano)
  1. La jambe me fait mal
  2. O douce nuit
  3. Nous étions trois Bergerettes
  4. Et Bon, Bon, Bon
- Ecoutez tous bergers, voor gemengd koor en piano

### Vocale muziek
- 1931 Les Biches, voor sopraan en drie vrouwenstemmen (sopraan, mezzosopraan, contra alt) en orkest - tekst: Anna de Noailles
- 1931 Nymphea, voor zangstem en orkest
- 1932 Après la tempête, lied en fuga naar een sujet van Georges Hue
- 1932 Sérénade à Bettine, lied voor tenor en klein orkest - naar een gedicht van Alfred de Musset
- 1932 Soir, voor tenor en piano - tekst: Albert Samain
- 1933 La Mare, voor tenor en piano - tekst: Théophile Gautier
- 1933 Les Rêves d’amour, voor zangstem en klein orkest - tekst: F. Beissier
- 1933 Fin de journée, voor tenor en orkest (of piano) - tekst: Henri de Régnier
- 1935 Quatre mélodies, voor sopraan en orkest (of piano)
  1. Le Marchand de sable   - tekst: Jacques Fourcade
  2. Berceuse de la Poupée  - tekst: Tristan Klingsor
  3. Le Fossoyeur
  4. à son page - tekst: Pierre de Ronsard
- 1936 Adorons cette croix
- 1936 Deux oiseaux
- 1938 Evasion de la jeunesse, vijf liederen - tekst: Claude Chardon
  1. Donnez-nous le printemps
  2. La mer
  3. La montagne
  4. Dansons une vaste ronde
  5. Sur le pont de Nantes
- 1947 La Poupée d’Hyde Park, voor zangstemmen
- A Cassandre, voor tenor en piano (of orkest) - tekst: Pierre de Ronsard
- Il était un roi, lied - tekst: Maurice Carème
- Soleil couchant, voor zangstem en orkest (of piano) - tekst: José Maria de Heredia

### Kamermuziek
- 1930 Pièce, voor viool en piano
- 1931 Andante et scherzo, trio voor hobo, fagot en piano
- 1932-1935 Strijkkwartet
- 1937-1939 Burlesque, voor saxofoonkwartet
- 1944 Prélude et danse, voor hobo en piano
- 1944 Suite Romantique, voor altsaxofoon en piano
  1. Sérénade italienne
  2. Danseuses[1]
  3. Chanson triste
  4. Valse sentimentale
  5. Conte de Noël[2]
  6. Chanson du muletier
- 1950 Air et final, voor bastrombone en piano
- 1957 Prelude et Saltarelle, voor altsaxofoon en piano
- 1958 Caprice, voor hoorn en piano
- 1960 Danse, voor slagwerk en piano
- 1962 A travers champ, voor saxofoonkwartet
- 1963 Fantaisie, voor altviool en piano
- 1966 Légende, voor hoorn en piano
- 1993-1994 Slow, voor dwarsfluit en piano
- 1994 Vocalise, voor klarinet en piano
- Chanson romantique, voor hobo en piano
- Comme une sérénade, voor hobo en piano
- Diverses pièces, voor viool en piano
- Suite Enfantine, voor viool en piano
  1. Conte
  2. Valse
  3. Berceuse
  4. Ronde
- Thème, voor slagwerk en piano

### Werken voor orgel
- 1970 Epythalame
- 1982 Prélude, Aria et Final over de oude naam van Montélimar

### Werken voor piano
- 1936 Suite de danses dans le style ancien
  1. Allemande
  2. Courante
  3. Sarabande
  4. Menuet
  5. Rigaudon
  6. Gigue en rondeau
- 1987 Rêverie
- 1988 Viennoiseries, voor twee piano's vierhandig
- 1989 Bagatelles, voor piano
  1. Promenade (à Aurélie)
  2. Mélancolie (à Anne-Marie)
  3. Sur la rivière (à Vincent)
  4. Simple histoire (à Hélène)
  5. Gambades (à Béatrice)
- Ballerine

### Filmmuziek
- 1942 Dans le jardin merveilleux
- 1943 Les Métamorphoses de la matière
- 1945 Saut périlleux
- 1946 Amanda

## Media
1. ↑  Suite Romantique, deel 2: Danseuses door Valentin Vidovic (saxofoon)
2. ↑  Suite Romantique, deel 5: Conte de Noël

- Bibsys: 3041976
- Bibliothèque nationale de France: cb148054530 (data)
- CiNii: DA10608243
- Gemeinsame Normdatei: 134991532
- International Standard Name Identifier: 0000 0000 9561 4427
- Library of Congress Control Number: n85031826
- MusicBrainz: 3bae6659-2314-4496-8c3f-bd063f5ec449
- Nationale Bibliotheek van Tsjechië: xx0317112
- Système universitaire de documentation: 160165539
- Virtual International Authority File: 115483209
- WorldCat: E39PBJq73mC6gDqF9FfhdJKDbd